# Wijken en buurten in Zeewolde
De Nederlandse gemeente Zeewolde is voor statistische doeleinden onderverdeeld in wijken en buurten. De gemeente is verdeeld in de volgende statistische wijken:
- Wijk 00 (CBS-wijkcode:005000)

Een statistische wijk kan bestaan uit meerdere buurten. Onderstaande tabel geeft de buurtindeling met kentallen volgens het Centraal Bureau voor de Statistiek (2008):
| CBS-buurtcode | Buurtnaam                    | Inwonertal | Opp. totaal (ha) | Opp. land (ha) | Ligging                |
| ------------- | ---------------------------- | ---------- | ---------------- | -------------- | ---------------------- |
| BU00500000    | Centrum                      | 1460       | 56               | 42             | Locatie in de gemeente |
| BU00500001    | Eerste woonwijk (Noord)      | 4030       | 106              | 104            | Locatie in de gemeente |
| BU00500002    | Tweede woonwijk (Zuid)       | 5450       | 274              | 267            | Locatie in de gemeente |
| BU00500003    | Derde woonwijk (Horsterveld) | 6880       | 194              | 189            | Locatie in de gemeente |
| BU00500004    | Buurt 4 (Polderwijk)         | 860        | 242              | 242            | Locatie in de gemeente |
| BU00500005    | Buurt 5                      | 0          | 99               | 99             | Locatie in de gemeente |
| BU00500006    | Zuidlob                      | 580        | 8793             | 8675           | Locatie in de gemeente |
| BU00500007    | Middengebied                 | 740        | 12413            | 12251          | Locatie in de gemeente |
| BU00500008    | Knardijkgebied               | 200        | 2900             | 2820           | Locatie in de gemeente |
| BU00500009    | Trekkersveld                 | 100        | 194              | 186            | Locatie in de gemeente |